# Eurytoma maslovskii
Eurytoma maslovskii är en stekelart som beskrevs av Nikol'skaya 1945. Eurytoma maslovskii ingår i släktet Eurytoma och familjen kragglanssteklar. Inga underarter finns listade i Catalogue of Life.